# Oblastní rada Bustán al-mardž

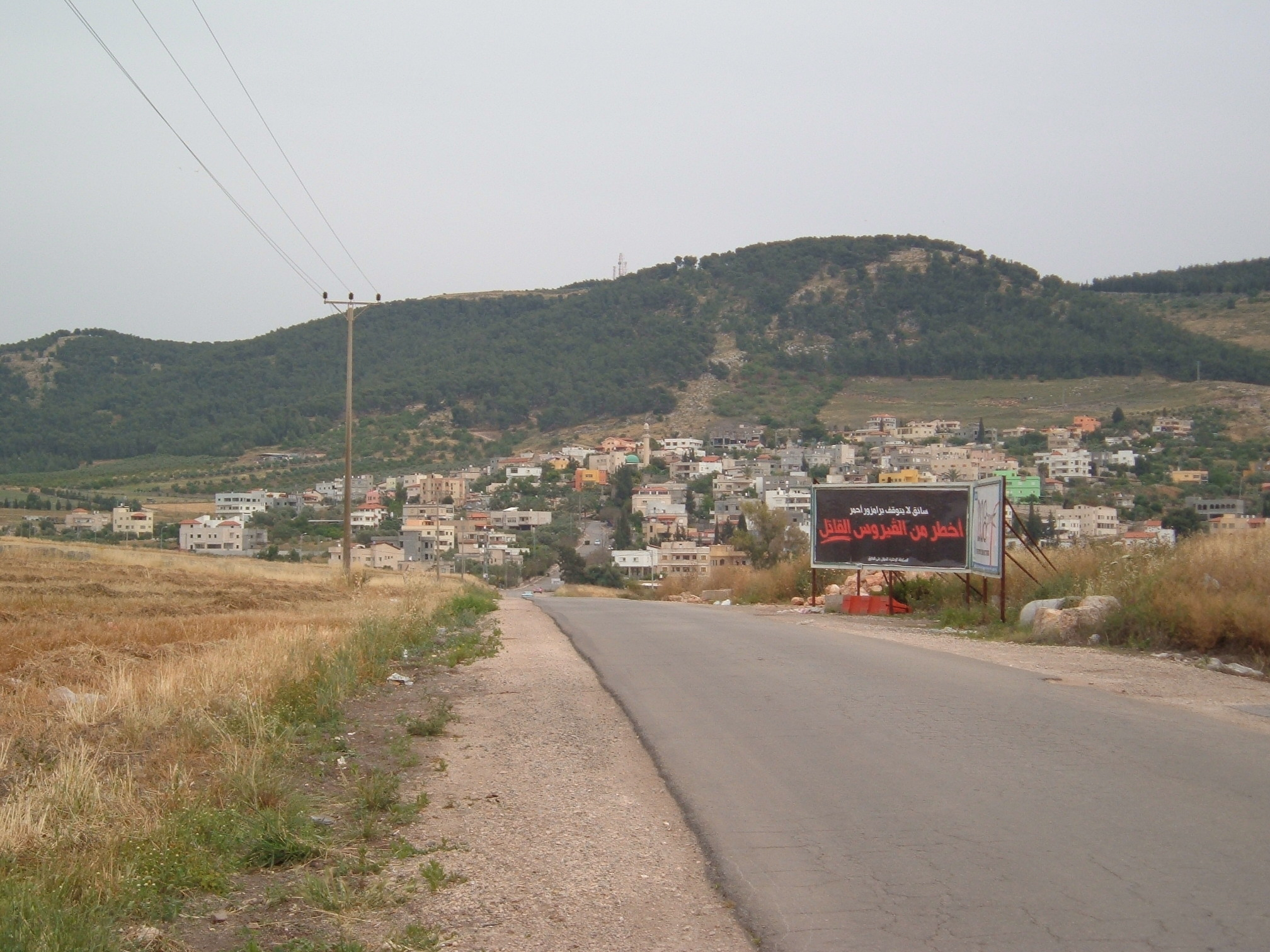
Vesnice Najn a masiv Giv'at ha-More

Oblastní rada Bustán al-mardž (arabsky المجلس الاقليمي بستان المرج‎, hebrejsky מועצה אזורית בוסתאן אל־מרג׳‎, anglicky Bustan al-Marj Regional Council) je oblastní rada v Severním distriktu v Izraeli. Nachází se severně od Jizre'elského údolí, na svazích masivu Giv'at ha-More a jeho okolí.
Sídlo úřadů oblastní rady leží poblíž vesnice Najn. Starostou oblastní rady je אחמד זועבי - Achmad Zuabi. Oblastní rada má velké pravomoci zejména v provozování škol, územním plánování a stavebním řízení nebo v ekologických otázkách.
Oblastní rada Bustán al-mardž byla založena roku 2001 jako regionální sdružení čtyř arabských zemědělských vesnic.

## Seznam sídel
Oblastní rada Bustán al-mardž sdružuje čtyři vesnice.
- ad-Dahí
- Kafr Misr
- Najn
- Sulam

## Demografie
K 31. prosinci 2014 žilo v oblastní radě Bustán al-mardž 7300 obyvatel. Obyvatelé patří zcela do etnické skupiny izraelských Arabů.
| Rok            | 2006 | 2008 | 2009 | 2010 | 2011 | 2012 | 2013 | 2014 |
| -------------- | ---- | ---- | ---- | ---- | ---- | ---- | ---- | ---- |
| Počet obyvatel | 6900 | 6600 | 6700 | 6900 | 7100 | 7200 | 7200 | 7300 |